# Список екорегіонів Уганди
Нижче наводиться список  екорегіонів в  Уганді, про що свідчить  Всесвітній Фонд дикої природи (ВФД).

## Наземні екорегіони
по  основних типах середовищ існування 

### Тропічні та субтропічні вологі широколисті ліси
- Гірські ліси Східної Африки
- Низинні ліси ущелини Альбертина

### Тропічні і субтропічні луки, савани і чагарники
- Східні Суданська савани
- Північні акацієві і комміфорні чагарники
- Мозаїка лісових саван Північного Конго
- Мозаїка лісових саван басейну Вікторії

### Затоплювані луки і савани
- Східно-африканські галофіти
- Затоплені луки Замбезі

### Гірські луки і чагарники
- Східно-африканські вересові пустки
- Гірські схили Рувензорі і Вірунга

## Прісноводні екорегіони
по біорегіону

### Ніло-Судан
- Верхній Ніл

### Великі Африканські озера
- Альберт
- Едуард
- Ківу
- Вікторія